# Saint-Marcel, Ardennes
 Saint-Marcel  là một xã ở tỉnh Ardennes, thuộc vùng Grand Est ở phía bắc nước Pháp.